# Emiel van Dijk (politicus)
Emiel van Dijk ('s-Gravenhage, 22 maart 1985) is een Nederlands politicus namens de Partij voor de Vrijheid (PVV).

## Biografie
In 2011 was Van Dijk kandidaat-Statenlid voor de Provinciale Staten van Noord-Brabant, maar werd uiteindelijk beleidsmedewerker van de Europarlementariërs Lucas Hartong en Vicky Maeijer. Voor de Tweede Kamerverkiezingen 2017 was Van Dijk met plek 21 op de kandidatenlijst de hoogst genoteerde PVV-kandidaat uit Noord-Brabant.
Van Dijk was van 3 april tot en met 20 juli 2018 tijdelijk lid van de Tweede Kamer, als vervanger van Gabriëlle Popken, die met zwangerschaps- en bevallingsverlof was gegaan. Op 12 december 2018 kwam hij terug in de Tweede Kamer als opvolger van Karen Gerbrands. Hij diende in 2020 samen met zijn fractiegenoot Wilders een initiatiefwetsvoorstel in tot afschaffing van de dwangsomregeling bij asielaanvragen. Hij bleef dit keer Kamerlid tot het einde van de zittingsduur 2017-2021 op 30 maart 2021.
Bij de verkiezingen van maart 2021 werd Van Dijk niet herkozen. Bij de vervroegde verkiezingen van november 2023 werd Van Dijk wel gekozen, waardoor hij sinds 6 december 2023 wederom Kamerlid is.
Hij is een voorstander van meerdere gevangenen op een cel, desnoods staand slapend, om het cellentekort aan te pakken. Zo bleek uit zijn uitspraken eerder.
Max Aardema · Reinder Blaauw · Maikel Boon · Vincent van den Born · Martin Bosma · Willem Boutkan · René Claassen · Patrick Crijns · Marco Deen · Teun van Dijck · Emiel van Dijk · Eric Esser · Chris Faddegon · Dion Graus · Peter van Haasen · Hidde Heutink · Patrick van der Hoeff · Léon de Jong · Alexander Kops · Gidi Markuszower · Rachel van Meetelen · Jeremy Mooiman · Edgar Mulder · Jeanet Nijhof-Leeuw · Joeri Pool · Dennis Ram · Robert Rep · Raymond de Roon · Peter Smitskam · Folkert Thiadens · Nico Uppelschoten · Jan Valize · Martine van der Velde · Elmar Vlottes · Marina Vondeling · Henk de Vree · Geert Wilders
- Parlement.com: vkaqau9blsh3